# Richard Donner
Richard Donner, właśc. Richard Donald Schwartzberg (ur. 24 kwietnia 1930 w Nowym Jorku, zm. 5 lipca 2021 w West Hollywood) – amerykański reżyser filmowy, producent filmowy i autor komiksów.
W 2000 został uhonorowany Nagrodą Prezydenta Academy of Science Fiction, Fantasy and Horror Films. W 2006 podczas 11. ceremonia rozdania Satelitów odebrał Nagrodę im. Nikoli Tesli. 16 października 2008 otrzymał własną gwiazdę w Alei Gwiazd w Los Angeles znajdującą się przy 6712 Hollywood Boulevard. 

## Życiorys
Urodził się w Bronxie w Nowym Jorku jako młodsze z dwójki dzieci Hattie (Horowitz) i Freda Schwartzbergów. Jego ojciec był rosyjskim imigrantem żydowskim, który pracował w firmie meblowej swojego ojca, a matka, córka rosyjskich żydowskich imigrantów, zanim urodziła dzieci, pracowała jako sekretarka.  
Donner zafascynował się filmem, kiedy wraz z siostrą chodził do kina swojego dziadka na Brooklynie. Dorastał w Bronksie i Mount Vernon. Po ukończeniu szkoły średniej Donner służył w United States Navy, gdzie pełnił funkcję fotografa lotniczego. Jego ojciec chciał, żeby studiował biznes, zapisał się więc do szkoły wieczorowej na New York University, ale porzucił ją po dwóch latach. Wkrótce przeniósł się do Los Angeles, gdzie rozpoczął karierę aktorską i przyjął pseudonim sceniczny „Richard Donner”.
Po występach w produkcjach off-Broadwayowskich, zaczął reżyserować reklamy i odcinki seriali telewizyjnych, w tym Combat! (1963), Wyspa Gilligana (1964–1965), Ścigany (1966), Ironside (1972), Kojak (1973–1974), Ulice San Francisco (1974), Opowieści z krypty (1989–1992) i Opowiastki z krypty (1993–1994).
W 1979 zdobył nominację do Nagrody Saturn dla najlepszego reżysera filmu fantastycznonaukowego Superman (1978) z Christopherem Reevem w roli głównej.

## Wybrana filmografia
- Omen (1976)
- Superman (1978)
- Zabawka (1982)
- Zaklęta w sokoła (1985)
- Goonies (1985)
- Zabójcza broń (1987)
- Zabójcza broń 2 (1989)
- Zabójcza broń 3 (1992)
- Maverick (1994)
- Teoria spisku (1997)
- Zabójcza broń 4 (1998)
- Ludzie mafii (TV, 1999) – współproducent
- Linia czasu (2003)
- 16 przecznic (2006)